# Willibald Rapp
Willibald Rapp (* 6. Januar 1873 in Imberg; † 19. März 1951 ebenda) war ein deutscher Landwirt und Schriftsteller.

## Leben
Willibald Rapp wuchs als jüngstes der acht Kinder von Rosina und Johannes Rapp in Imberg im Ostrachtal auf, besuchte die Dorfschule am Ort und musste schon früh als Kuhhirte arbeiten. Im Alter von 18 Jahren verlor er seinen Vater. Später übernahm er das elterliche Anwesen und führte die Landwirtschaft fort; außerdem verdiente er als Nagelschmied hinzu. Rapp blieb unverheiratet. Das Anwesen, das unter der Adresse Imberg 16 nach wie vor besteht, übergab er im hohen Alter seinem Neffen Andreas Rapp, heute lebt und arbeitet sein Großneffe Willibald dort.
Seinen Berufswunsch, Pfarrer zu werden, hatte zwar seine Lehrerin unterstützt, die darauf drängte, das Kind studieren zu lassen, doch stand seine Mutter diesem Vorschlag ablehnend gegenüber. Rapp wurde allerdings früh Ministrant und bald darauf auch Mesner. Sein Leben lang hatte er engen Kontakt zur katholischen Kirche. Auf die Bitte seines Beichtvaters Andreas Ellner hin schrieb er ab 1938 seine Lebenserinnerungen nieder. Mit Ellner blieb er auch später im Briefkontakt. 
Schon Andreas Ellner plante eine Veröffentlichung zumindest eines Teils der Texte Willibald Rapps. Er begann aus den handschriftlichen, in Schulheften niedergeschriebenen Texten ein Typoskript zu erstellen und schickte Auszüge an Peter Dörfler, doch kam es zu Lebzeiten Ellners zu keiner Druckausgabe. Später gelangte das Material zu Professor Thomas Finkenstaedt, der es zusammen mit seinem Nachlass dem Universitätsarchiv Augsburg in Verwahrung gab. Zusammen mit Willibald Rapps Großneffen, der auch zahlreiche Bilddokumente beisteuern konnte, sorgte er dafür, dass Willibald Rapps Werke und Briefe über ein halbes Jahrhundert nach dessen Tod in Druck gingen.
Der erste Band erschien 2006 unter dem Titel Mein Königreich. Als es auf dem Sonthofer Viehmarkt noch Affen gab, der zweite ein Jahr später. Er enthält auch die Briefe, die Rapp an Ellner schrieb, und trägt den Titel Starker Tabak. Geschichten vom bösen Müller, Pfarrern und »gschpässige Lit«. 
Finkenstaedt betont in seinem Nachwort zu Mein Königreich den kulturhistorischen und sprachgeschichtlichen Wert der Aufzeichnungen Rapps, aber auch dessen Qualitäten als Erzähler. Deshalb, so Finkenstaedt, sei nur eine vollständige Ausgabe der überlieferten Texte statt einer Auswahl in Frage gekommen.
Rapps Texte wurden unter anderem im Rahmen der 4. Allgäuer Lesenacht der Öffentlichkeit vorgestellt.